# رامون تابيا
رامون تابيا (بالإسبانية: Ramón Tapia)‏ (17 مارس 1932 – 11 أبريل 1984) هو ملاكم تشيلي راحل، مثّل بلاده في الألعاب الأولمبية الصيفية 1956 وحقق الميدالية الفضية في فئة الوزن المتوسط.

## روابط خارجية
رامون تابيا على موقع بوكس ريك (الإنجليزية) (registration required)
- رامون تابيا على موقع أوليمبيديا (الإنجليزية)